# Callionymus spiniceps
 Callionymus spiniceps és una espècie de peix de la família dels cal·lionímids i de l'ordre dels cipriniformes que es troba a les Seychelles.